# Pioneer Island
Pioneer Island är en ö i Kanada.   Den ligger i territoriet Nunavut, i den norra delen av landet, 3 600 km norr om huvudstaden Ottawa. Arean är 11,0 kvadratkilometer.
Terrängen på Pioneer Island är platt. Öns högsta punkt är 119 meter över havet. Den sträcker sig 6,0 kilometer i nord-sydlig riktning, och 5,6 kilometer i öst-västlig riktning.
Trakten runt Pioneer Island är permanent täckt av is och snö.